# Antigua y Barbuda en los Juegos Olímpicos de Los Ángeles 1984
Antigua y Barbuda estuvo representada en los Juegos Olímpicos de Los Ángeles 1984 por un total de 14 deportistas, 10 hombres y 4 mujeres, que compitieron en 3 deportes.
El portador de la bandera en la ceremonia de apertura fue el atleta Lester Benjamin. El equipo olímpico antiguano no obtuvo ninguna medalla en estos Juegos.